# مزرعه مشهدی
مزرعه مشهدی یک منطقهٔ مسکونی در ایران است که در دهستان زفره واقع شده‌است. مزرعه مشهدی ۵۱ نفر جمعیت دارد.